# SummerSlam (1994)
SummerSlam (1994) foi o sétimo evento anual do SummerSlam, promovido pela World Wrestling Federation (WWF) e transmitido por pay-per-view. Aconteceu dia 29 de agosto de 1994 no United Center em Chicago, Illinois.

## Resultados
| Nº                                          | Resultados | Estipulações                                      | Tempo |
| ------------------------------------------- | --- | ------------------------------------------------- | ----- |
| Dark                                        | Adam Bomb derrotou Kwang | Luta individual                                   | N/A   |
| 1                                           | Irwin R. Schyster e Bam Bam Bigelow (com Ted DiBiase) derrotaram The Headshrinkers (Fatu e Samu) (com Afa e Lou Albano) por desqualificação | Luta de duplas                                    | 6:45  |
| 2                                           | Alundra Blayze (c) derrotou Bull Nakano (com Luna Vachon)                                                                                   | Luta individual pelo WWF Women's Championship     | 8:10  |
| 3                                           | Razor Ramon (com Walter Payton) derrotou Diesel (c) (com Shawn Michaels)                                                                    | Luta individual WWF Intercontinental Championship | 13:55 |
| 4                                           | Tatanka derrotou Lex Luger | Luta individual                                   | 6:00  |
| 5                                           | Jeff Jarrett derrotou Mabel (com Oscar) | Luta individual                                   | 5:45  |
| 6                                           | Bret Hart (c) derrotou Owen Hart | Luta em uma jaula de aço pelo WWF Championship    | 32:17 |
| 7                                           | The Undertaker (com Paul Bearer) derrotou The Undertaker (com Ted DiBiase)                                                                  | Luta individual                                   | 8:57  |
| (c) – Refere-se aos campeões antes da luta. | |                                                   |       |